# DRAPE
DRAPE（ドレープ）は、東芝（モバイル通信機器事業部、現・FCNT）が開発した、KDDIおよび沖縄セルラー電話のauブランドのCDMA 1X WIN（後のau 3G）対応携帯電話である。製造型番はW46T（だぶりゅー よんろくてぃー）。

## 特徴
CDMA 1X WINの上位サービス版となる「EV-DO Rev.A」に対応した初期端末のひとつである。テレビ電話対応端末であり、テレビ電話サービスの開始に合わせて発売。テレビ電話は、他社ユーザーとも可能である。
今機はデザイナーズ携帯にアレンジしたものとなっている。au design project（現・iida）の端末ではないが、同プロジェクトのコンセプトモデルを担当した坂井直樹がデザインを担当している。2006年12月22日に順次発売された。
一方機能面では、2006年9月に開始された「EZチャンネルプラス」、「EZニュースフラッシュ」、「LISMOビデオクリップ」などにも対応するなど、新サービスにフル対応したモデルとなっている。
反面、東芝が積極的に搭載を進めてきたBluetooth機能は省かれた。その代わりか、東芝が搭載を進めてこなかった赤外線通信機能が搭載された。
兄弟機種としてW47Tがある。こちらはDRAPEにEZ FeliCaの機能を追加し、機能面に特化したものとなっている。今機種より少し先行の2006年12月13日より順次発売された。
ちなみに両機種とも3Dナビには対応するものの、東芝製1X WIN対応au端末としては珍しく3Dグラフィックアクセラレータ「MOBILE TURBO T4G (TC35285)」が搭載されていない。
本体の仕様上、EZアプリの対応機種から除外されやすいので注意が必要。また、当端末は2022年（令和4年）3月31日を以って3Gサービスの終了・停波により利用不可となった。

## 対応サービス
- au LISTEN MOBILE SERVICE
- PCサイトビューアー
- PCドキュメントビューアー
- 着うたフル®
- 着うた®（ハイクオリティステレオ）
- EZ・FM
- EZナビウォーク
- EZチャンネル
- EZアプリ (BREW) - SQUARE ENIXの『チョコボdeモバイル』の体験版があらかじめプレインストールされている。
- LISMOビデオクリップ
- 安心ナビ
- EZチャンネルプラス
- EZニュースフラッシュ
- デコレーションメール
- 絵しゃべりメール
- テレビ電話
- au My Page

## 注
1. ↑  2012年（平成24年）7月23日より利用不可
2. ↑  「CDMA 1X WIN」サービスの終了について - KDDI 2018年11月16日